# Quilmes
Quilmes je bio indijanski narod iz grupe Diaguita, koji je obitavao u dolinama sjeverozapadne Argentine u području današnje provincije Tucumán. Quilme se u 15. stoljeću žestoko odupiru invaziji Inka, kasnije i najezdi Španjolaca, sve do konačnog poraza godine 1667. Tada je 2.000 članova plemena preseljeno u rezervat ("reducción"), dvadeset kilometara južno od Buenos Airesa. Na ovom putu dugom 2.000 kilometara, koji su prešli pješice, mnogi Quilmesi su pomrli. Godine 1810. "reducción" je ukinut te postaje "gradom duhova". Na ovome se mjestu danas nalazi grad Ciudad de Quilmes.
Na početku druge polovice 17. stoljeća plemena Quilmes imala su oko 10.000 duša s nekih 2.000 obitelji, a mali broj njihovih potomaka živi i danas u provinciji Tucumán. Danas se još vide ruševine utvrđenih citadela koje su podizali ovi Indijanci, a one pripadaju najznačajnijim arheološkim nalazištima Argentine. Otkrio ih je etnograf i prirodoslovac Juan Bautista Ambrosetti koncem 19. stoljeća, a argentinska vlada ih je restaurirala 1978. Danas su citadele u privatnom vlasništvu i služe kao turistička atrakcija. 
- Menhir, Tucumán, Argentina (kultura Quilmes)
- Ostaci naselja Quilmes Indijanaca

## Vanjske poveznice
- Identidad y discurso en la Comunidad India Quilmes  Arhivirana inačica izvorne stranice od 2. svibnja 2006. (Wayback Machine)
- Ruinas De Los Indios Quilmes  Arhivirana inačica izvorne stranice od 25. prosinca 2004. (Wayback Machine)
- The Quilmes Indian Ruins